# Cheumatopsyche rossi
Cheumatopsyche rossi är en nattsländeart som beskrevs av Gordon 1974. Cheumatopsyche rossi ingår i släktet Cheumatopsyche och familjen ryssjenattsländor. Inga underarter finns listade i Catalogue of Life.